# 潔廁得

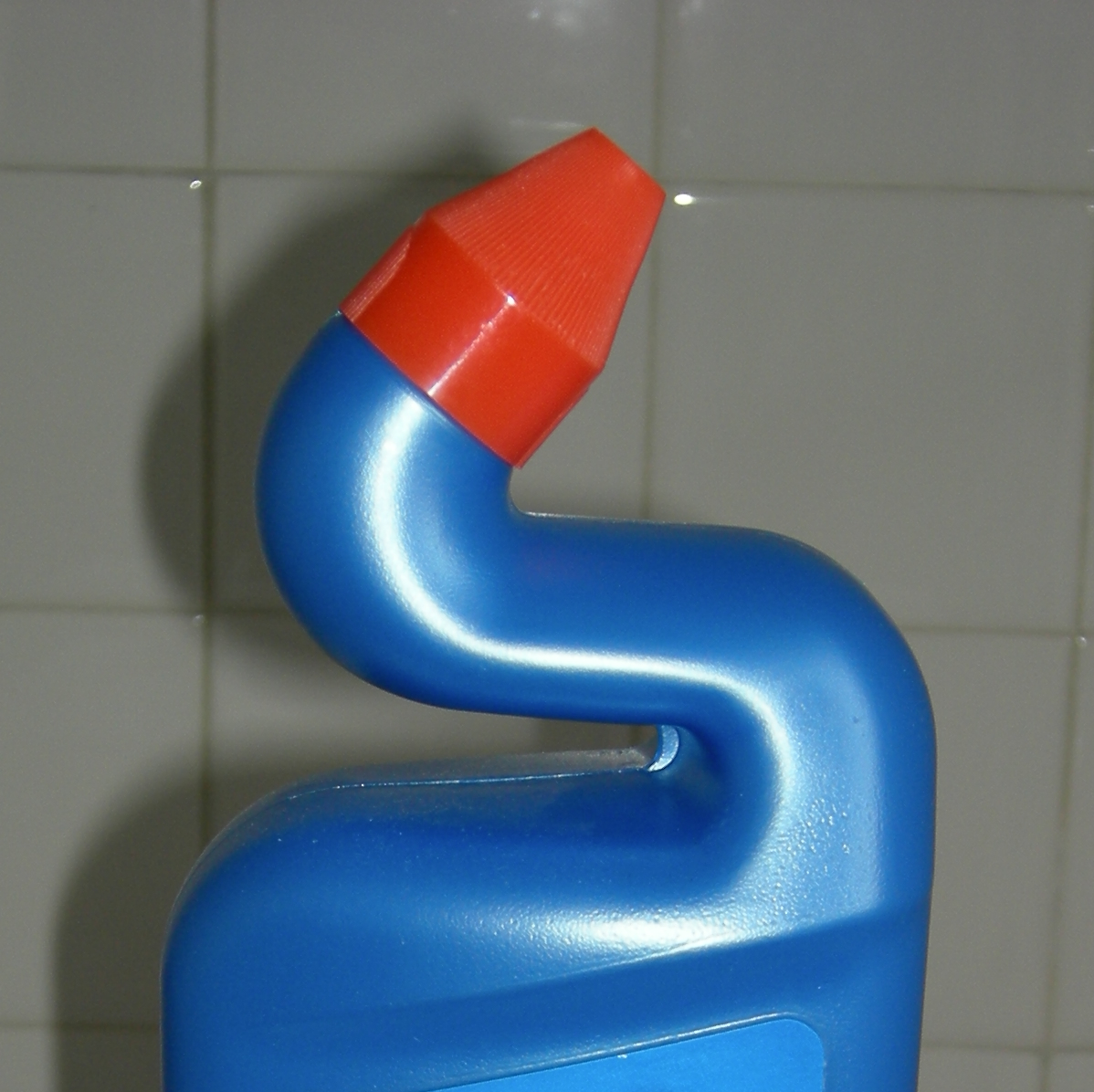
「潔廁得」在香港的包裝

潔廁得（Toilet Duck），又名多力得／多力鴨，是美國莊臣（S. C. Johnson & Son）旗下出產的廁盆清潔劑品牌，其特色為藍色的瓶身在頂部有一個彎位，就像鴨子把頸部彎起來，因而為名。這個獨特的瓶身是專利設計，由瑞士Dällikon公司的Walter Düring在1980年代取得的，以方便使用者把潔廁液擠往廁盆內的出水位。

## 外部連結
- S. C. Johnson Product Page （页面存档备份，存于）

- German site